# Jelena Nikolajewna Baturina

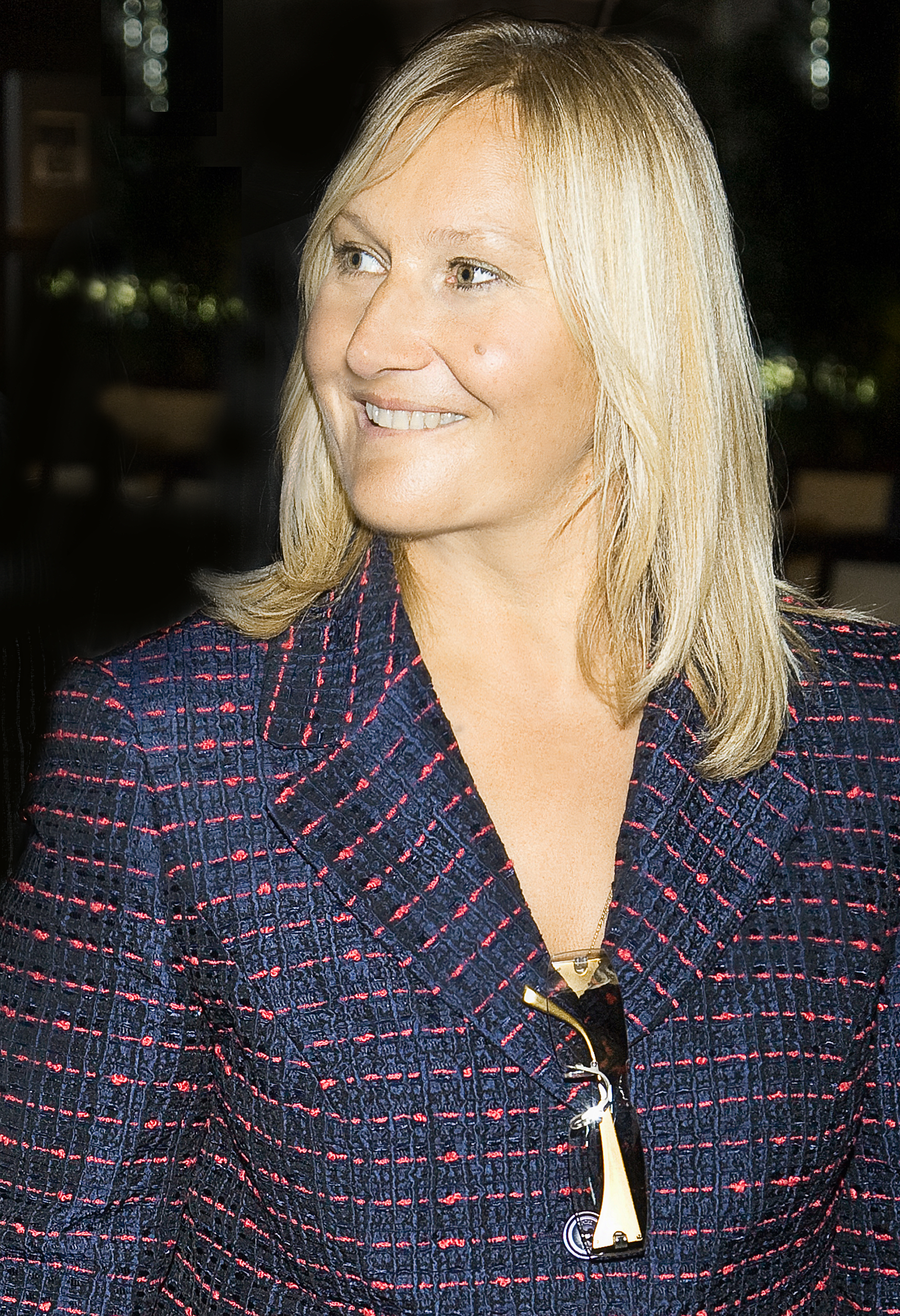
Jelena Nikolajewna Baturina, 2013

Jelena Nikolajewna Baturina (russisch Елена Николаевна Батурина; * 8. März 1963 in Moskau) ist eine internationale Unternehmerin, Milliardärin und Philanthropin russischer Herkunft. Sie ist die Witwe des ehemaligen Moskauer Oberbürgermeisters Juri Luschkow.
1991 gründete sie Inteco, ein Investment- und Bauunternehmen, dessen Präsidentin sie fast 20 Jahre lang war. Ab 2024 steht Baturina auf der Forbes-Milliardärsliste auf Platz 2287 mit 1,3 Milliarden Dollar und der Quelle ihres Reichtums „Investitionen, Immobilien, Selfmade“.
Baturina behauptet, eine der größten privaten Sammlungen russischen kaiserlichen Porzellans zu besitzen. Ihr Gesamtwert wird von Experten auf über 250 Millionen Dollar geschätzt. Im Jahr 2024 fand eine internationale Konferenz statt, die sich mit der Katalogisierung privater Kunstsammlungen befasste, wobei der Schwerpunkt insbesondere auf der Entwicklung des Katalogs „Krieg und Frieden im russischen Porzellan. Aus der Sammlung von Elena Baturina“ lag. Natalia Sipovskaya, Direktorin des Staatlichen Instituts für Kunstwissenschaften und PhD in Kunstgeschichte, berichtete, dass der Katalog eine Enzyklopädie des kaiserlichen Porzellans sei. Drei Bände enthalten detaillierte Beschreibungen von 1.500 der insgesamt 2.000 Objekte der Sammlung und decken alle bedeutenden Ereignisse in der Geschichte des russischen Porzellans ab. Dabei werden auch der historische und künstlerische Kontext, die Entstehungsdaten, die Namen der Auftraggeber und Empfänger der Porzellangeschenke sowie die Geschichte ihrer Existenz aus Hunderten von Archivquellen rekonstruiert.

## Leben
Baturina begann 1980 als technische Konstrukteurin im „Fräserwerk“ (wo auch ihre Eltern tätig waren) zu arbeiten. Gleichzeitig arbeitete und studierte sie am Moskauer Institut für Management.
1989 nahm sie private Geschäftstätigkeiten auf. Baturina gründete 1991 das russische Unternehmen Inteco, das zunächst im Kunststoffbereich fokussiert war und sich dann im Bauwesen in Russland durchsetzte.
2005 verkaufte das Unternehmen Inteco Teile seines Bauunternehmens, wie Zementwerke und das Tochterunternehmen DSK-3, das vorgefertigte Bauteile für den Hausbau herstellte. Zur gleichen Zeit erwarb Baturina Anteile an den Unternehmen Sberbank und Gazprom.
Ihr Ehemann Juri Luschkow, den sie 1991 heiratete, war von 1992 bis Ende September 2010 Oberbürgermeister von Moskau. Gemeinsam haben sie zwei Töchter.
2010 wurde ihr Ehemann durch ein Dekret des russischen Staatspräsidenten Dmitri Medwedew entlassen, nachdem Vorwürfe gegen ihn und seine Frau wegen Korruption erhoben worden waren. Keiner dieser Vorwürfe wurde seitdem erhärtet. Juri Luschkow sagte der Presse, dass die Anschuldigungen eine politisch motivierte Diskreditierungskampagne seien, die von Medwedew angeordnet wurde, nachdem Luschkow sich geweigert hatte, seine Wiederwahlkampagne zu unterstützen.
Nach dem Verkauf von Inteco im Jahr 2011 zog Baturina nach Österreich um und konzentrierte ihre Geschäftsinteressen auf Europa. Derzeit umfasst ihr Vermögen mehrere Hotels, Beteiligungen an erneuerbaren Energien, ein architektonisches Membranbauunternehmen und ein erfolgreiches Risikokapitalportfolio. Die Unternehmensgruppe von Baturina investiert in eine Reihe von Fonds und Immobilien. Die Mehrheit ihrer Geschäftsinteressen liegt in den USA, Großbritannien und Zypern.
Baturina ist Reiterin und Präsidentin des Russischen Reiterverbandes.

## Karriere

### Inteco
1989 gründete Baturina ihr erstes Unternehmen, das sich hauptsächlich mit Computersoftware und -hardware befasste. 1991 gründete Baturina ihr Unternehmen Inteco („Inteko“ (Интеко) auf Russisch), das sich auf das Bauwesen konzentrierte, obwohl es als Kunststoffunternehmen begann.
Mitte der 1990er Jahre stieg Inteco in das Baugeschäft ein und konzentrierte sich auf die Entwicklung von Materialien und Technologien für Fassadenarbeiten, Zement-, Ziegel- und Gussbetonkonstruktionen, Architekturdesign und Immobiliengeschäft.
2007 betrug der Umsatz des Unternehmens nach eigenen Angaben 1 Milliarde US-Dollar.
Ende 2008 wurde Inteco zusammen mit Gazprom und Russian Railways in die Liste der 295 strategischen Unternehmen des Landes aufgenommen.
Im Jahr 2010 wurde Baturina zu einem der größten Steuerzahler in Russland: die Steuern für den Staatshaushalt für 2009 beliefen sich auf 4 Milliarden Rubel. Das Projektentwicklungsportfolio betrug mehr als 7.000.000 Quadratmeter, die Zementkapazitäten überstiegen 0,6 Millionen Tonnen pro Jahr.
Die bedeutendsten abgeschlossenen Projekte von Inteco in Moskau (in der Zeit des Besitzes von Baturina) sind das Wohnviertel „Shuvalov“ (270.000 Quadratmeter), das Wohnviertel „Grand Park“ (400.000 Quadratmeter), das Wohngebiet „Wolga“ (400.000 Quadratmeter), der Multifunktionskomplex „Fusion Park“ mit dem „Autoville“ – Museum einzigartiger Autos aus Privatsammlungen (100.000 Quadratmeter), die fundamentale Bibliothek (60.000 Quadratmeter) und das akademische Gebäude für Geisteswissenschaften (100.000 Quadratmeter) der Staatlichen Universität Moskau.
2010–2011 verkaufte Baturina ihr Vermögen in Russland.

### Hotellerie
Grand Tirolia Hotel und Resort, Kitzbühel
Die erste Entwicklung der Hotelkette im Herzen des Golfclubs Eichenheim in Kitzbühel, Österreich. Der Bau wurde 2009 abgeschlossen. 2018 wurde das Hotel für voraussichtlich 45 Millionen Euro an einen österreichischen Investor verkauft.
Morrison Hotel, Dublin
Erworben im März 2012 für €20 Mio., generalüberholt und 2020 für über €65 Mio. verkauft.
Quisisana Palace, Karlsbad
Das Quisisana Palace ist ein restauriertes Gebäude aus dem 19. Jahrhundert, das in ein Boutique-Hotel umgewandelt wurde, mit 19 Gästezimmern und Suiten, einem Restaurant und einem Wellnesscenter. Es wurde im September 2012 eröffnet.
Neuer Peterhof, St. Petersburg
Das Hotel Neuer Peterhof wurde im Juni 2010 eröffnet.

### Entwicklungsgeschäft
Im November 2016 startete Baturinas Strukturen ein Bau- und Entwicklungsprojekt in Europa. Ihr Unternehmen erwarb ein Grundstück für den Bau hochwertiger Wohnimmobilien an der Küste in einem Hauptgebiet von Limassol, Zypern. Die Gesamtinvestition in das Projekt wird €40 Mio. betragen.

### Membranbau
Im Herbst 2015 erwarb die Gruppe von Jelena Baturina die Hightex Group, ein weltweit führendes Unternehmen für architektonische Membrankonstruktionen mit Sitz in Deutschland.
Hightex ist ein Systemtechnikunternehmen, das großflächige leichte Membrandächer und -fassaden, einschließlich solcher mit Kabel- und einziehbaren Systemen, entwirft, herstellt und installiert. Hightex konzentriert sich auf innovative Technologien und Beschichtungen, die dazu beitragen, die Energiekosten eines Gebäudes zu senken. Es war am Bau einer Reihe von hochkarätigen Objekten beteiligt, darunter das Olympiastadion in Kiew, Austragungsort des Euro 2012-Finales, das einfahrbare Dach des Wimbledon Center Court und das Al Bayt-Stadion der FIFA Fußball-Weltmeisterschaft 2022 in Katar.

### Erneuerbare Energie
Seit 2014 entwickelt Jelena Baturina ein Unternehmen zur Erzeugung, Nutzung und Vermarktung erneuerbarer Energie in Europa. Das Unternehmen ist für den Bau und kommerziellen Betrieb von Solarparks im Süden und Südosten Europas verantwortlich.
Die Re-Pro Group mit Hauptsitz in Wien ist ein Investor in erneuerbare Energien in Italien, Griechenland und Zypern und setzt derzeit andere Projekte um, darunter den Bau und die Wartung einzelner Solarparks auf den Dächern von Unternehmen und ESCO (Energy Services Company) Projekte, die sich auf Energieeffizienz in Kundengebäuden und Produktionsstätten konzentrieren.

### Philanthropie
Baturina war zwei Jahre lang Treuhänderin für den Vorstand des Mayor's Fund for London. und ist Vizepräsidentin von Maggie’s, einer in Großbritannien ansässigen Wohltätigkeitsorganisation, die Menschen mit Krebs kostenlose praktische, emotionale und soziale Unterstützung bietet. Sie ist auch Mitglied von Maggie’s London Board, das für die Koordination aller Fundraising-Aktivitäten von Maggie’s in London verantwortlich ist.

### Be-Open-Stiftung
BE OPEN ist eine 2012 gegründete und von Elena Baturina finanzierte kulturelle und soziale Initiative mit dem Ziel, „die Intelligenz kreativer Führungskräfte durch ein System von Konferenzen, Wettbewerben, Ausstellungen, Meisterkursen und Kunstveranstaltungen zu nutzen.“
„Als langfristiges, internationales, multidisziplinäres und facettenreiches Projekt hat sich BE OPEN zum Ziel gesetzt, eine Brücke zwischen den großen Köpfen unserer Zeit – Philosophen, Soziologen, Designern, Architekten, Künstlern, Verlegern, Schriftstellern, Geschäftsleuten und Meinungsführern – und den vielversprechenden neuen Köpfen der nächsten Generation zu schlagen. Es ist auch bestrebt, führenden zeitgenössischen Denkern und Kreativen zu helfen, sich mit denen aus den Medien und der Wirtschaft zu treffen, ihre Ideen und Visionen zu diskutieren und letztendlich Veränderungen herbeizuführen.“
Die Stiftung wurde auf der Milan Design Week 2012 gegründet. In Zusammenarbeit mit der führenden Designpublikation Interni war die Stiftung auf dem Fuori Salone stark vertreten.
BE OPEN besuchte die Mailänder Designwoche 2013 erneut mit einem multisensorischen Erlebnis, bei dem der Schwerpunkt auf Synästhesie lag und die Überschneidungen zwischen Farbe und Geschmack, Geruch und Sehen untersucht wurden, dargestellt im Haus der Sinne, das vom französischen Architekten Christophe Pillet entworfen wurde, und 2015 mit einer faszinierenden Ausstellung „Garten der Wunder“, die der Neugestaltung nicht mehr bestehender Parfümmarken gewidmet war.
2014 schuf BE OPEN mit Unterstützung der Regierung und der Ministerien Indiens eine wichtige Ausstellung mit Werken vielversprechender lokaler Designer in Delhi, um Kunsthandwerker zu ermutigen, alternative Wege zu erkunden, traditionelle Fertigkeiten zu nutzen und am Leben zu erhalten. „Made in…India“ wurde für viele der teilnehmenden Designer zu einem wichtigen Meilenstein.
Weitere bedeutende globale Designveranstaltungen, an denen BE OPEN im Laufe der Jahre teilgenommen hat, sind Design Basel mit einer Ausstellung von Projekten von Studenten europäischer Top-Designschulen. Design Miami mit einer Konferenz über sensorisches Design. London Design Festival mit einer Installation auf dem Trafalgar Square, Runder Tisch des Chelsea College of Art zu Sounddesign und anderen.
BE OPEN hat mit dem Mayor’s Fund for London, dem Mayor’s Office und GLA an einer Reihe von Wohltätigkeitsprogrammen gearbeitet.
Jeder „öffentliche Auftritt“ von BE OPEN ist eine facettenreiche Veranstaltung, bei der die Gewinner spezieller Studentenwettbewerbe mit Ausstellungen und Preisverleihungen gefeiert werden.
In den letzten vier Jahren hat die Stiftung ein mehrjähriges Wettbewerbsprogramm zur Unterstützung der UN-Ziele für nachhaltige Entwicklung durchgeführt. Zu den Partnern des Programms gehören die Cumulus Global Association of Art and Design Education und Student Energy. Der bevorstehende Wettbewerb „Design Your Climate Action“ wird sich auf SDG#13 konzentrieren.
Im Jahr 2020 hat BE OPEN eine gemeinnützige Online-Galerie namens BE OPEN Art eingerichtet, um aufstrebenden Künstlern auf der ganzen Welt die Möglichkeit zu geben, gesehen zu werden, und einen Ausgangspunkt für den Aufbau von Verbindungen zwischen den Schöpfern und Sammlern von heute zu bieten. Die Galerie wurde eröffnet, um die Herausforderungen zu bewältigen, denen sich die kreative Gemeinschaft aufgrund von COVID-19 stellen musste.
Im Jahr 2023 erweiterte BE OPEN Art seine Aktivitäten, um BE OPEN Regional Art durchzuführen, eine Reihe von Wettbewerben für aufstrebende Künstler, die darauf abzielen, diejenigen zu unterstützen, deren Kunst ihre regionale, kulturelle und ethnische Identität am besten repräsentiert. Jede regionale Phase dauert drei Monate, daher werden vier Phasen pro Jahr durchgeführt, für die jeweils ein Gewinner benannt wird. Die regionalen Gewinner erhalten Geldpreise, während eine Auswahl der Kunstwerke, die die Region am besten repräsentieren, eine Ausstellung bildet, um die Kunst mit der breiten Öffentlichkeit zu teilen und die beteiligten Künstler zu feiern.
Im Juni 2023 veranstaltete BE OPEN Art im Zentrum für visuelle Künste und Forschung in Nikosia eine Ausstellung mit Kunstwerken, die im östlichen Mittelmeerraum ausgewählt wurden. Die Ausstellung wurde von den teilnehmenden Künstlern und ihren Familien, Vertretern der zypriotischen Ministerien für Bildung und Kultur, der Gemeinde Nikosia, Mitgliedern der akademischen, künstlerischen und geschäftlichen Gemeinschaft, Gästen der Insel usw. besucht.
Im November 2023 sprach BE OPEN auf dem Student Energy Summit und dem Educational Hub der UN-Weltkonferenz COP28 über seine Nachhaltigkeits- und Bildungsinitiativen. Später nahm BE OPEN auch an der ICSDI-Konferenz und -Ausstellung 2024, dem MED9-Ministergipfel für Bildung für nachhaltige Entwicklung und dem UNECE-Forum für BNE: Stärkung der Jugend für eine nachhaltige Zukunft sowie an der ISEC 2024 – International Sustainable Energy Conference teil.
BE OPEN beteiligte sich am Programm des UNECE-Forums zu BNE: Stärkung der Jugend für eine nachhaltige Zukunft durch die Organisation eines Vortrags über die Zukunft der Bildung durch den prominenten Zukunftsforscher Gerd Leonhard.